# Royal Louis (1743)
Pour les autres navires du même nom, voir Royal Louis.
Le Royal Louis devait être un vaisseau de ligne de premier rang de la Marine royale française. C'était le troisième vaisseau portant ce nom depuis 1667, et le seul trois-ponts de la marine française à cette époque (on s'apprêtait à démanteler le Foudroyant, lancé en 1724).
Ses plans furent réalisés par l'ingénieur Blaise Joseph Ollivier et il fut mis en chantier à Brest le 14 mars 1740. Il devait mesurer 190 pieds de long (61,75 m) pour une largeur de 51 pieds 1 pouce et devait porter 124 canons, mais il ne fut jamais achevé. Son lancement devait avoir lieu en 1743, mais il brûla en décembre 1742, alors qu'il était toujours en construction. L’incendie dura six heures et tout fut détruit. On prétendit que c'était un acte de sabotage commis par un certain Pontleau, qui fut jugé et condamné à mort pour cette infraction. S'il avait été lancé, ce vaisseau aurait été le plus grand bâtiment de guerre de l’époque et le premier à être percé à 16 sabords à la batterie basse. 
On attendit 1758-1759 pour construire le quatrième Royal Louis. La Marine royale, qui innovait beaucoup à cette époque, était en train de mettre au point les vaisseaux de 64, 74, puis 80 canons, nettement moins coûteux à construire et à armer que les grands trois-ponts de prestige dont on pouvait se passer.